# Foresta di Jacu Piu
La foresta di Jacu Piu è un complesso forestale appartenente al demanio della regione Sardegna. È situata nella parte centrorientale dell'Isola, in territorio di Nuoro.

Con una superficie di 440 ettari si estende su una fascia altimetrica compresa tra i 150 e i 699 m s.l.m. culminante con una linea di cresta che comprende la punta Sos Tinzosos, Janna sa Domo-punta Muritu e la punta Chercos. La foresta, nel lato ovest, dista poche centinaia di metri dal complesso forestale del monte Ortobene.
Il sito è raggiungibile dalla strada provinciale 51 bis Malamuti.